# Nohra Puyana de Pastrana
Nohra Puyana de Pastrana , née le 29 mai 1955 à Medellín, est une femme politique et journaliste qui est la Première dame de la Colombie entre 1998 et 2002, durant le mandat de son mari Andrés Pastrana Arango comme président de la République.

## Famille
Nohra Puyana de Pastrana est la fille aînée d'Eduardo Puyana Rodriguez ; sa famille est originaire de Bucaramanga dans la région de Santander. Mais pour les affaires d'Eduardo, la famille part vivre à Medellín, puis à Bogota, ville où Nohra grandit et où ses trois frères sont nés (Eduardo, David, et Laura).

## Études
Nohra Puyana étudie au Marymount College de Bogota, dirigé par les Sœurs du Sacré-Cœur de Marie.
Plus tard, Nohra Puyana étudie le journalisme et le marketing à l'École française des attachés de presse de Paris. Dans cette même ville, elle travaille au service de presse de l'UNESCO, au magazine Elle, au bureau de presse de Christian Dior pour l'organisation de prêt-à-porter de Cannes. Elle parle l'anglais, le français et l'espagnol.

## Vie personnelle
Depuis le 20 mars 1981, Nohra Puyana est mariée avec Andrés Pastrana Arango. Ils ont trois enfants : Santiago, Laura et Valentina.

## Première dame
Andrés Pastrana Arango est président de la République de 1998 à 2002.
Comme Première dame de la Colombie, Nohra Puyana de Pastrana soutient la Fundación Nutrir et la création d'un guide alimentaire pour les enfants colombiens de plus de deux ans, qui devient un outil éducatif conçu pour guider le choix d'une nourriture équilibrée, qui aide à prévenir les carences nutritionnelles et les maladies chroniques non transmissibles liées au régime alimentaire.
En 1999, pendant le séisme d'Armenia, Nohra Puyana prend la tête tête d'un comité pour répondre aux besoins humanitaires des personnes touchées pour la tragédie.
Le 12 mars 1999, le roi Juan Carlos d'Espagne lui remet la grand-croix de l'ordre d'Isabelle la Catholique.
Nohra Puyana de Pastrana a conduit divers projets à destination des populations pauvres, notamment celui de Reconstrucción Integral San Cayetano un Nuevo Amanecer et l'ouverture de ludothèques dans plusieurs régions du pays. Elle a aussi dirigé l'assemblée de l'Institut colombien du bien-être familial.